# Phyllophaga
Phyllophaga é um gênero muito grande (mais de 900 espécies) de escaravelhos do Novo Mundo na subfamília Melolonthinae. Nomes comuns para este gênero e muitos outros gêneros relacionados na subfamília Melolonthinae são: "besouro de maio" e "besouro de junho" ("june bug").

## Descrição
Eles variam em tamanho de 12 a 35 mm (0,47 a 1,38 pol.) e são de cor preta ou marrom-avermelhada, sem marcas proeminentes e, frequentemente, bastante peludos na região ventral. Esses besouros são noturnos, atraídos por luzes em grande número.

## Etimologia
O nome genérico é derivado das palavras gregas phyllon (φυλλον), que significa "folha", e fagos (φαγος), que significa "comedor", com uma desinência de plural.